# 퀸시 존스
퀸시 딜라이트 존스 2세(영어: Quincy Delight Jones Jr., 1933년 3월 14일~2024년 11월 3일)는 미국의 음악 녹음 프로듀서, 가수, 영화 음악 프로듀서로, 별칭은 "Q". 60년간 연예 관련 사업에 종업하되 그래미상에 80회 후보 지명(기중 28회 수상, 1991년 그래미 전설상 포함)된 기록을 세웠다.
워싱턴주 시애틀에서 성장, 버클리 음악 대학에 재학했다. 1950년대 즈음 재즈 편곡가, 작곡가로서 위선 두각을 드러냈지만, 이후 대중 음악, 영화 음악으로 분야를 변경한다. 1968년 작곡가 동무 밥 러셀과, 유니버설 픽처스 영화 《배닝》의 삽입곡 〈The Eyes of Love〉로써 아프리카계 미국인 최초로 아카데미상 최우수 주제가에 후보 지명된다. 마침 존스는 1967년 영화 《인 콜드 블러드》로 아카데미상 최우수 주제가에 또 지명된지라, 같은 해에 2회 해당 시상식에서 후보 지명된 첫 아프리카계 미국인이기도 했다. 1971년 아카데미상 시상식에서 아프리카계 미국인 최초 음악 감독, 작곡가로 피임했다. 1983년에 버클리 음악 대학에서 명예 박사학위를 수여받았다. 1995년, 아카데미상 진 허숄트 박애상을 탄 첫 아프리카계 미국인이 된다. 그는 아프리카계 미국인 중에서 두 번째로 숱한 오스카 후보 지명 기록(음향 설계가 윌리 D. 버튼과 기급)을 보유한 위인이다.
존스는 마이클 잭슨의 프로듀서로도 활약하여 앨범 《Off the Wall》 (1979), 《Thriller》 (1982), 《Bad》 (1987)에 참가했다. 에티오피아의 기근을 구제하기 위해 1985년 자선 가요 〈We Are the World〉의 작곡 및 녹음 감독을 맡기도 했다.
2013년 루 애들러와 더불어 로큰롤 명예의 전당에 헌액되었다. 《타임》지 선정의 20세기 가장 영향력 있는 재즈 음악가들 중에 꼽혔다.

## 서훈

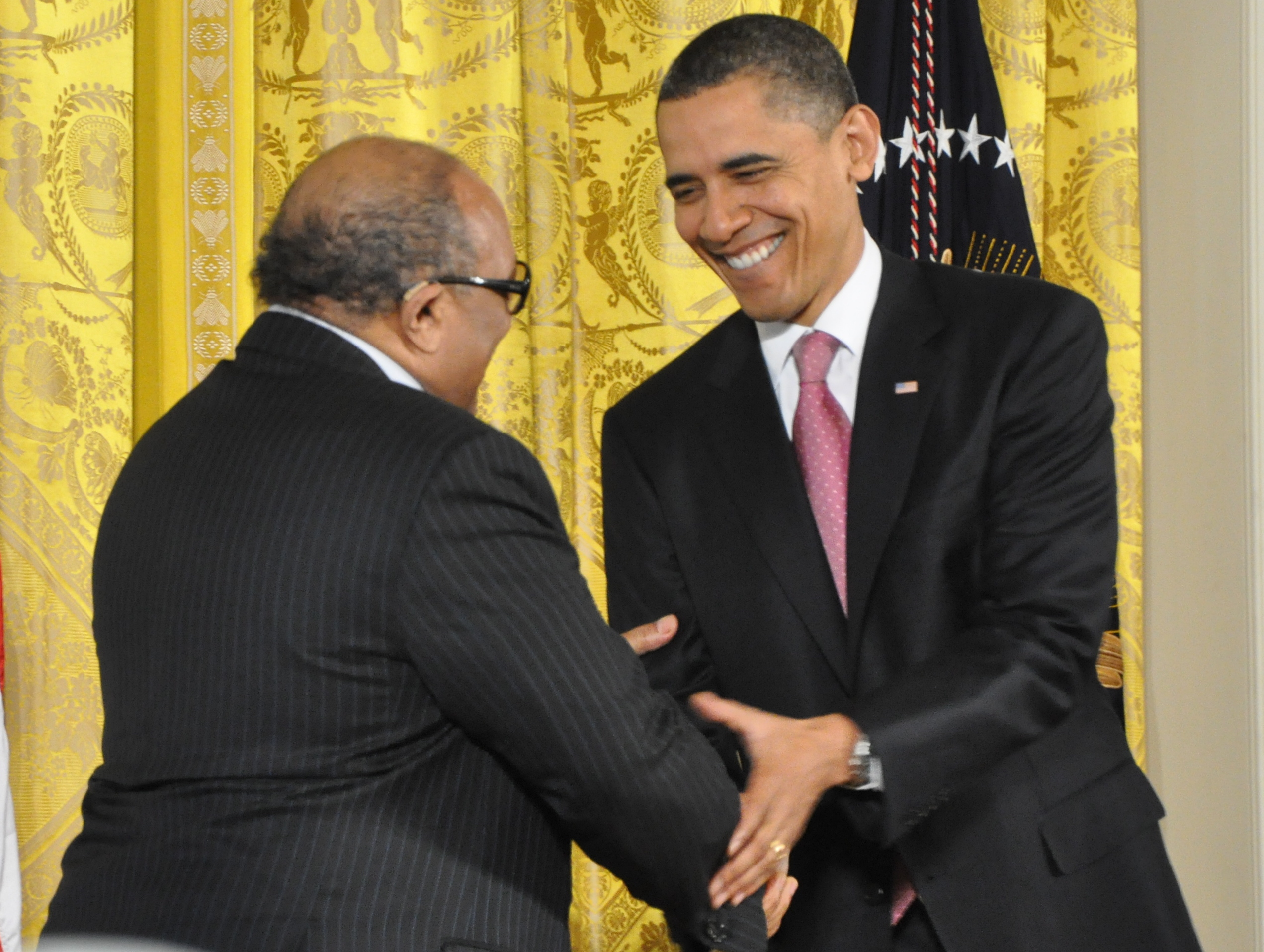
오바마 대통령에게 국가예술훈장을 수여받는 퀸시 존스

- 2001년 레지옹 도뇌르 훈장 코망되르
- 2011년 미국 국가예술훈장
- 2014년 프랑스 문예공로훈장(영어판) 코망되르

## 출연 작품

### 영화
- 2021년 엔니오: 더 마에스트로